# Charles George Herbermann
Charles George Herbermann (8. prosince 1840 Saerbeck, Vestfálsko – 24. srpna 1916 Manhattan) byl německo-americký spisovatel, filolog a historik.
Narodil v Saerbecku poblíž Münsteru ve Vestfálsku 8. prosince 1840 jako syn George Herbermanna a Elizabeth Stippové. Do Spojených států amerických přijel v roce 1851 a o sedm let později promoval na College of St. Francis Xavier v New Yorku. Byl jmenován profesorem latinského jazyka, literatury a také knihovníkem na Newyorské univerzitě. Přes 50 let se věnoval různým problémům spojených s katolicismem. Byl prezidentem Katolického klubu (1874–1875) a Katolické historické společnosti Spojených států (1898–1913). V roce 1905 se stal šéfredaktorem Katolické encyklopedie. Přeložil Torfasonovy Dějiny Vinlandu a napsal dílo Obchodní život ve starém Římě.
Zemřel ve svém domě na Manhattanu 24. srpna 1916, pohřben byl na hřbitově Calvary v Queensu.